# Eater
Eater è un gruppo punk britannico formatosi nel 1976 dagli studenti liceali Andy Blade (voce), Brian Chevette (chitarra), Roger "Dee Generate" Bullen (batteria) e Ian Woodcock (basso).

## Storia del gruppo
Il loro primo concerto risale al novembre 1976 con il supporto dei Buzzcocks. Nel giugno 1977, Dee Generate è stato sostituito da Phil Rowland. Il gruppo ha firmato un contratto con una piccola casa discografica indipendente di Londra, la The Label, con cui hanno registrato diversi 7" e LP intitolato The Album. Tra le loro canzoni più conosciute si possono trovare: Don't Need It, Lock It Up, Thinkin of the USA e una cover dei T. Rex, Jeepster.	Inoltre sono conosciuti per le cover delle canzoni dei Velvet Underground e di canzoni di David Bowie quali Queen Bitch e Sweet Jane, dopodiché gli Eater si sono sciolti alla fine degli anni settanta.
Andy Blade ha fatto diversi tentativi per ottenere la fama durante gli anni ottanta ma non è riuscito a fare grandi affari, diversamente dall'amico Billy Duff (con cui condivideva un appartamento) che prendeva il volo verso la fama ed il successo grazie ai The Cult. Nel 2005, Blade ha scritto un libro sul suo periodo con gli Eater e oltre, intitolato The Secret Life of a Teenage Punk Rocker. Gli Eater si sono tornati assieme per suonare al festival Holidays in The Sun a Blackpool nel 1996 e nel 2006 per suonare un one-off gig al 100 Club, sostenuti dalla pubblicità di TV Smith. Inoltre gli Eater collaborarono con i Buzzcocks nel loro 30º anniversario del punk tour solo una volta, al Forum.

## Formazione
- Andy Blade - voce
- Brian Chevette - chitarra elettrica
- Ian Woodcock - basso
- Roger "Dee Generate" Bullen - batteria

### Ex componenti
- Roger "Dee Generate" Bullen - batteria

## Discografia

### Album in studio
- 1977 - Eater - The Album

### Singoli
- 1977 - Thinking of the USA / Space Dreaming / Michaels Monetary System
- 1977 - Lock it Up / Jeepster
- 1978 - Get Your Yo Yo's Out - Holland / Debutantes Ball / Thinking of The USA / No More live
- 1978 - What She Wants She Needs / Reach For The Sky